# HK Spartak Subotica
Spartak Subotica, serb. Спартак Суботица - serbski klub hokejowy z siedzibą w Suboticy. Został założony w 1947 roku.